# Rajella bigelowi
Rajella bigelowi' es una especie de peces de la familia de los Rajidae en el orden de los Rajiformes.

## Morfología
Los machos pueden llegar a alcanzar los 55 cm de longitud total.

## Reproducción
Es ovíparo y las hembras ponen huevos envueltos en una cápsula córnea.

## Hábitat
Es un pez de mar y de aguas profundas que vive entre 650-4.156 m de profundidad.

## Distribución geográfica
Se encuentran en las Islas Azores, Canadá, Guinea, Irlanda, México, Marruecos, los Estados Unidos , San Pedro y Miquelón y el Sahara Occidental. 

## Observaciones
Es inofensivo para los humanos. 